# José Maria da Cunha Seixas

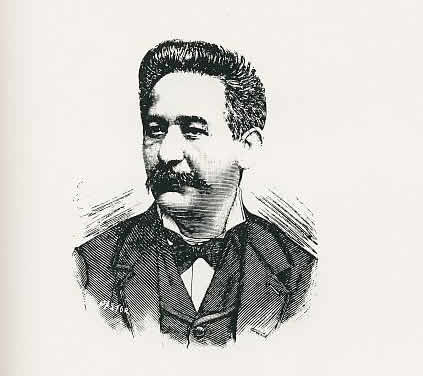
José Maria da Cunha Seixas (1836-1895), filosofo portoghese

José Maria da Cunha Seixas (São João da Pesqueira, 26 marzo 1836 – Lisbona, 27 maggio 1895) è stato un filosofo portoghese.

## Biografia
Cunha Seixas nacque nella freguesia di Trevões, a São João da Pesqueira, nella provincia portoghese della Beira Alta. Sua madre era originaria di Rio de Janeiro e fervente cattolica. Destinato in un primo momento alla carriera ecclesiastica, Cunha Seixas prese gli ordini minori all'età di 14 anni e iniziò nel 1858 gli studi di Teologia e Filosofia presso l'Università di Coimbra. Tuttavia, cambiò in seguito i suoi programmi, passando alla Facoltà di Diritto della medesima Università, dove si laureò nel 1864. Dopo aver completato gli studi si stabilì a Lisbona, dove lavorò come avvocato e professore di Filosofia presso scuole superiori, collaborando con diversi periodici e organizzazioni scientifiche, tra cui la Società di Geografia di Lisbona, vivendo tuttavia in un certo isolamento intellettuale, dovuto anche al fatto di non esser riuscito ad accedere alla docenza universitaria. Il filosofo, suo amico e biografo Manuel António Ferreira Deusdado lo descrisse come uomo solitario e ne pubblicò, postuma, una parte dell'opera filosofica. Cunha Seixas morì all'età di cinquantanove anni nella capitale portoghese.

## Pensiero
La nozione centrale del sistema filosofico di Cunha Seixas è quella che, riflettendo il tentativo dell'autore di conciliare Panteismo e Teismo cristiano, prende il nome di Pantiteismo. Distinguendosi dal Panteismo, che afferma l'identità tra Dio e il tutto, il Pantiteismo afferma che Dio non s'identifica col tutto né con la natura, essendo Dio allo stesso tempo presente in tutto e distinto da tutto.
Tale Pantiteismo - che traduce secondo l'autore l'espressione «Dio in tutto» - ricorda il Panenteismo di Karl Krause, secondo il quale Dio è, sia immanente, sia trascendente l'universo. Il filosofo tedesco fu d'altronde un riferimento critico nel pensiero di importanti filosofi portoghesi del XIX secolo, come Antero de Quental e lo stesso Cunha Seixas. Quest'ultimo pensa che Dio si trovi in tutto, essendo il centro di tutto e in ogni cosa manifestandosi, seppur, come detto, essendo distinto dalle creature. Secondo il filosofo portoghese, ogni creatura è relativa e riceve realtà e sussistenza da Dio Assoluto, Eterno e Infinito, che non può in virtù di tali attributi confondersi con ciò che è transitorio e limitato.
Assieme ad altri filosofi portoghesi del XIX secolo, tra i quali Amorim Viana e Antero de Quental, Cunha Seixas può essere considerato tra i primi pensatori di uno spiritualismo portoghese contemporaneo, che si presenta come eterodosso rispetto alla tradizione scolastica neo-tomista, la quale era stata dominante nel pensiero lusitano almeno fino al secolo precedente. Tale impulso spiritualista eterodosso fruttificherà, seppur in modo eterogeneo e critico, nel XX secolo, nel pensiero e nelle opere di autori quali Teixeira de Pascoaes, Leonardo Coimbra, José Marinho e Agostinho da Silva.

## Opere principali
- 1883 - O Panteísmo na Arte
- 1898 - Princípios Gerais da Filosofia